# Джидалаев, Нурислам Сиражутинович
Нурислам Сиражутинович Джидалаев — советский и российский лингвист . Доктор филологических наук, профессор, ведущий научный сотрудник Института ЯЛИ им. Г. Цадасы.

## Биография
Преподавал в Дагестанском госуниверситете и Дагестанском педагогическом государственном университете. Им подготовлены (в соавторстве) учебники и учебно-методические пособия для 4-5 классов лакских школ. Являлся руководителем Научного совета при Президиуме ДНЦ РАН «Языковая жизнь Дагестана».
Под научным руководством защищены 13 кандидатских диссертаций.
Принимал активное участие в создании закона «О языках Дагестана».
Часто выступал в периодической печати с проблемными статьями о языковой жизни Дагестана.

## Научно-исследовательская деятельность
Джидалаев Н. С. с 1975 года работал в Институте ЯЛИ им. Г. Цадасы и являлся автором целого ряда монографий и статей, в которых исследуются актуальные проблемы дагестанского языкознания и языковой жизни Дагестана.
Руководил составлением и изданием краткого русско-дагестанского словаря по шести дагестанским литературным языкам. Составленный им «Русско-лакский словарь» (1987), доработанный и переработанный, был переиздан в 1994 году.
В 1989 году Н. С. Джидалаевым была издана монография «Далекое-близкое», посвященная языковым, историческим и фольклорным связям народов Дагестана с древними булгарами. В монографии «Тюркизмы в дагестанских языках: Опыт историко-этимологического анализа», вышедшей в 1990 году, исследуется тюркский (булгарский, азербайджанский, кумыкский) лексический вклад в дагестанские языки. В монографии «Поэтика лакских эпических песен» подробно анализируется лексика лакских песен как эстетической системы.
В 2004 году Н. С. Джидалаевым издана монография «Тенденции функционального развития языков в дореволюционном Дагестане». В ней дана объективная социолингвистическая картина языковой ситуации в досоветском Дагестане в её главных и актуальных аспектах, в частности рассмотрены: двуязычие и его типы; региональные языки межнационального общения; арабский язык и арабская письменность; возникновение письменности на местных языках; становление и развитие литературных языков в устной и письменной разновидностях и особенности их функционирования в различных сферах.
Джидалаев Н. С. являлся составителем и ответственным редактором тематических сборников, изданных лингвистами института: «Тюркско-дагестанские языковые контакты», «Тюркско-дагестанские языковые взаимоотношения», «Социальная терминология в языках Дагестана», «Местоимение в языках Дагестана». Под его руководством была завершена работа по составлению и подготовке к изданию фундаментального коллективного труда — справочника «Языки Дагестана» (2000).
Ряд статей Н. С. Джидалаева опубликованы за рубежом, в Ежегоднике ИКЯ, журнале «Советская тюркология» и в других изданиях.

## Научные труды
- Джидалаев Н.-И. С. Заметки о двух древнебулгарских магических терминах / Н.-И. С. Джидалаев // Мифология народов Дагестана. Махачкала: Ин-т истории языка-и лит-ры им. Г. Цадасы, 1984. — С. 149—159.
- Джидалаев Н. С. Далекое—близкое. — Махачкала: Даг. кн. изд-во, 1989. — 80 с.
- Джидалаев Н. С. Тюркизмы в дагестанских языках: Опыт историко-этимологического анализа. М., 1990.
- Джидалаев Н. С. Русско-лакский словарь: Ок. 12000 сл. Махачкала, 1992.
- Джидалаев Н. С. Русско-лакский словарь: Ок. 20000 сл. Махачкала, 1994.
- Джидалаев Н. С. Поэтика лакских эпических песен. Махачкала, 2001.
- Джидалаев Н. С. Очерк нижнекатрухского диалекта азербайджанского языка / Отв. ред. Б. М. Атаев. — Махачкала: Институт ЯЛИ, 2008. — 64 с.
- Социальная терминология в языках Дагестана: Сб. статей / Сост. и отв. ред. Н. С. Джидалаев. Махачкала, 1989.
- Языки Дагестана / Отв. ред. Н. С. Джидалаев. Махачкала, 2000.